# Калінувка (Володавський повіт)
Калінувка (пол. Kalinówka) — село в Польщі, у гміні Уршулін Володавського повіту Люблінського воєводства.
У 1975-1998 роках село належало до Холмського воєводства.